# Barbara-Kaserne (Köln)

Plan Köln und Umgebung, 1899 (Barbara-Kaserne oben rechts)

Die Barbara-Kaserne Köln war eine Kaserne der preußischen Armee im Kölner Stadtteil Riehl.

## Geschichte
Die Kaserne sollte an einem ehemaligen Reitweg gebaut werden, der als Straße ausgebaut werden sollte. Diese als Allee angelegte Straße erhielt am 16. August 1894 den Namen Amsterdamer Straße, wo die Kaserne an Nr. 138 lag. Zwischen 1893 und 1895 gebaut, war das Kasernengelände mit einer Fläche von 54.000 m² im April 1895 bezugsfertig. Am 18. September 1895 zog das III. Feldartillerie-Regiment Nr. 23 hier ein, am 1. Oktober 1899 ging die Kaserne an das Feldartillerie-Regiment Nr. 59 (15. Division) über. Sie wurde benannt nach der Heiligen Barbara, der Schutzpatronin aller „Schwarzkragen“ (Artilleristen und Pioniere). Im selben Jahr erfolgte eine östliche Erweiterung der Kaserne, die den Namen Fischer-Kaserne erhielt und 1901 bezugsfertig war. Deren militärische Verwendung endete bereits im August 1927, als hierhin das Frauenheim der Stadt Köln zog.
Die britische 1st Cavalry-Division nutzte nach dem Ersten Weltkrieg das Gelände zwischen Dezember 1918 und Januar 1919. Im März 1936 zog das Artillerie-Regiment Nr. 52 hier ein. Der Schriftsteller Heinrich Böll wurde am 22. Januar 1942 hierher verlegt. 1945 wurde die Kaserne im Zweiten Weltkrieg getroffen und schwer beschädigt. Nach dem Krieg wurde das ungenutzte Gelände zunächst vom Wohlfahrtsamt der Stadt Köln als Lagerraum genutzt. Später zogen Familien in die Mannschaftsunterkünfte. Hierfür sah der Bundeshaushaltsplan 1951 Mittel für die Beseitigung von Kriegsschäden und für den Ausbau von sechs Wohnblocks vor, in denen 104 Familien untergebracht wurden.

## Heutige Grundstücksnutzung
1971 fiel die Entscheidung über ein neues Verwaltungsgebäude auf dem ehemaligen Gelände, im Januar 1975 gab es erste Pläne der Bundesregierung über die Verwendung des im Bundesbesitz befindlichen Teils des Geländes der ehemaligen Barbara-Kaserne. Erst mit der Grundsteinlegung für das Bundesverwaltungsamt im August 1980 war die kommunale Konversion dieses ehemaligen Militärgeländes abgeschlossen. Die Übergabe des Verwaltungsgebäudes erfolgte am 6. Juni 1984.